# God Part II
God Part II è la quattordicesima canzone dell'album Rattle and Hum del gruppo irlandese degli U2.

## Storia
Bono ha dato questo nome al brano in onore dell'omonima canzone God, scritta da John Lennon. Questa doveva essere un'ipotetica seconda parte.

## Il testo
Il brano è una denuncia rabbiosa nei confronti di chi fa uso di droga, di chi crede nell'uso della violenza e nell'ingiustizia. Da un punto di vista musicale, la caratteristica saliente è l'uso della tecnica del colorito da parte del cantante: esso consiste nell'alzare il tono della voce durante l'esecuzione di alcun strofe del brano. Inoltre il brano include un attacco allo scrittore statunitense Albert Goldman, autore di una controversa biografia su John Lennon:
His type like a curse

Instant Karma's gonna get him

If I don't get him first»
Quelli del suo tipo sono come una maledizione

Il karma istantaneo lo prenderà

Se non lo faccio prima io»
(God Part II, U2)

## Formazione

### U2
- Bono - voce
- The Edge - chitarra
- Adam Clayton - basso
- Larry Mullen Jr. - batteria, percussioni